# جون هيكي
جون هيكي هو سياسي أمريكي، ولد في 23 فبراير 1965 في سانت لويس في الولايات المتحدة. نشط حزبياً في الحزب الديمقراطي. وقد انتخب عضو مجلس نواب ولاية ميزوري ‏.